# Euphonia concinna
Az Euphonia concinna a madarak osztályának verébalakúak (Passeriformes) rendjébe és a pintyfélék (Fringillidae) családjába tartozó faj.

## Rendszerezése
A fajt Philip Lutley Sclater angol ügyvéd és zoológus írta le 1855-ben.

## Előfordulása
Kolumbia területén honos. Természetes élőhelyei a szubtrópusi vagy trópusi száraz erdők, folyók és patakok környékén. Állandó, nem vonuló faj.

## Megjelenése
Testhossza 9 centiméter, testtömege 9-12 gramm.

## Természetvédelmi helyzete
Az elterjedési területe kicsi, egyedszáma ugyan csökken, de még nem éri el a kritikus szintet. A Természetvédelmi Világszövetség Vörös listáján nem fenyegetett fajként szerepel.